# Muhedin Targaj
Muhedin Targaj (ur. 19 marca 1955 w Tepelenie) – albański piłkarz i trener piłkarski, w latach 1980–1985 reprezentant Albanii, po zakończeniu kariery piłkarskiej członek Komitetu Wykonawczego Federata Shqiptare e Futbollit.

## Życiorys
Ukończył szkołę średnią w Tepelenie oraz studia w Wyższej Szkole Ministerstwa Spraw Wewnętrznych.
W latach 1971-1987 grał dla klubu Dinamo Tirana, którego przez długi czas był kapitanem; jednocześnie w latach 1980-1985 należał do reprezentacji Albanii, gdzie także był kapitanem. Pełnił także funkcję dyrektora technicznego Dinama Tirana w latach 2001–2005, w 2001 roku został członkiem Komitetu Wykonawczego Federata Shqiptare e Futbollit.
Poza ojczystym językiem albański zna także język grecki.

## Życie prywatne
Żonaty, ma dwoje dzieci. Mieszka w Tiranie.